# アレクセイ・ニコラビッチ・シュペイエル
アレクセイ・ニコラビッチ・シュペイエル（ロシア語: Алексей Николаевич Шпейер、Alexey Nikolayevich Shpeyer、1854年4月20日 - 1916年3月19日）は、ロシア帝国の外交官。
ロシア政府は1895年に彼を朝鮮駐在ロシア総領事カール・イバノビッチ・ヴェーバーの後任として送ったが、朝鮮王朝、高宗の要請でヴェーバーは現地に留まり、シュペイエルが代わりに東京に送られた。シュペイエルは最終的に1897年9月にウェーバーと交代した。